# Jinja
Jinja (произносится как дзиндзя) — это шаблонизатор для языка программирования Python. Он подобен шаблонизатору Django, но предоставляет Python-подобные выражения, обеспечивая исполнение шаблонов в песочнице. Это текстовый шаблонизатор, поэтому он может быть использован для создания любого вида разметки, а также исходного кода. Лицензирован под лицензией BSD.
Шаблонизатор Jinja позволяет настраивать теги, фильтры, тесты и глобальные переменные. В отличие от шаблонизатора Django, Jinja позволяет конструктору шаблонов вызывать функции с аргументами на объектах.
Jinja, как и Smarty, также поставляется с простой в использовании системой фильтров, похожей на конвейер Unix.

## Пример
Простой пример шаблона:
```
from
 
jinja
 
import
 
from_string

tmpl
 
=
 
from_string
(
'''
\

<html>

<head><title>{{ variable|escape }}</title></head>

<body>

{
% f
or item in item_list %}

   {{ item }}{
% i
f not loop.last %},{
% e
ndif %}

{
% e
ndfor %}

</body>

</html>'''
)

print
(
tmpl
.
render
(

    
variable
=
'Value with <unsafe> data'
,

    
item_list
=
[
1
,
 
2
,
 
3
,
 
4
,
 
5
,
 
6
]

))

```

Результат в HTML:
```
<
html
>

<
head
><
title
>
Value with 
&lt;
unsafe
&gt;
 data
</
title
></
head
>

<
body
>

    1,
    2,
    3,
    4,
    5,
    6

</
body
>

</
html
>

```

## Применение
Помимо веб-фреймворков (Flask), Jinja2 используется и, например, в системе управления конфигурациями SaltStack и Ansible.